# Fukuda Tsuneari

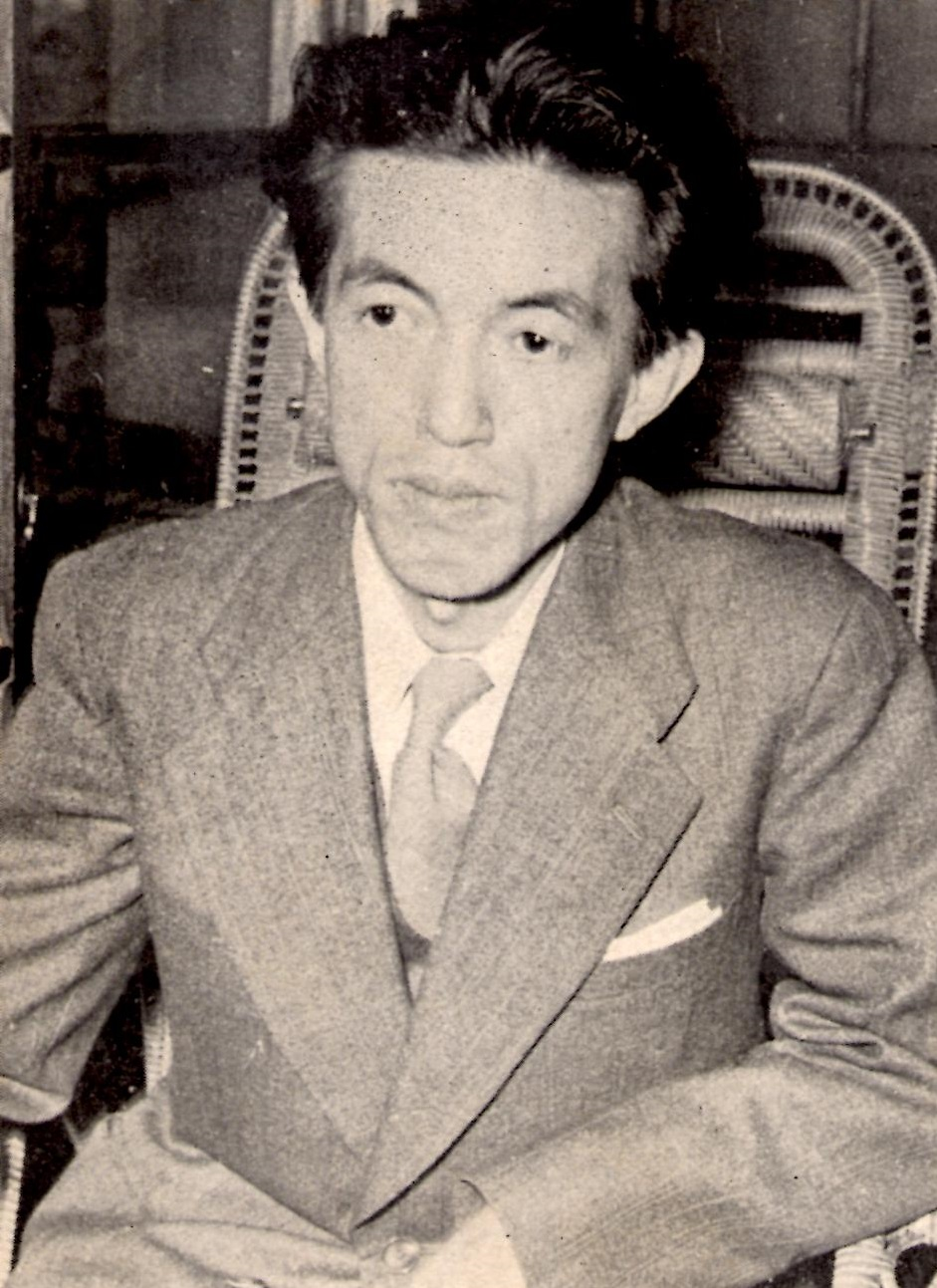
Fukuda Tsuneari

Fukuda Tsuneari (japanisch 福田 恆存; * 25. August 1912; † 20. November 1994) war ein japanischer Dramatiker, Übersetzer und Literaturkritiker.

## Leben
Fukuda studierte in den 1930er Jahren Anglistik an der Universität Tokio. Er verfasste seine Dissertationsarbeit über D. H. Lawrence, dessen Werke er später übersetzte. Nach dem Zweiten Weltkrieg hatte er als Dramatiker Erfolge mit Stücken wie Kitty Taifū (1950), Ryū o Nadeta Owoko (1952) und Meian (1956). 1954 wurde er – neben Dramatikern wie Kinoshita Junji und Mishima Yukio – Mitarbeiter der Zeitschrift Shingeki (Neues Theater), in dem er Kritiken und Aufsätze veröffentlichte.
1955 inszenierte Fukuda Shakespeares Hamlet in einer eigenen Übersetzung mit Akutagawa Hiroshi in der Hauptrolle. Die Inszenierung gilt als Wendepunkt der Shakespeare-Rezeption in Japan. Fukuda selbst setzte sich in den folgenden Jahren in mehreren Schriften theoretisch mit der Aufführung der Werke Shakespeares auseinander. Seine Übersetzung dessen dramatischer Werke ersetzte die bis dahin in Japan verwendete Übersetzung durch Tsubouchi Shōyō aus dem 19. und frühen 20. Jahrhundert. Einige seiner eigenen Dramen wurden in englischer Übersetzung erfolgreich auch in den USA (u. a. am Milwaukee Repertory Theatre) aufgeführt.
1971 wurde er mit dem Großen Preis für japanische Literatur für sein Werk Sōtō imada shisezu (総統いまだ死せず) ausgezeichnet.